# Amani Thimmasanikere, Chintamani
Amani Thimmasanikere là một làng thuộc tehsil Chintamani, huyện Kolar, bang Karnataka, Ấn Độ.